# Amalia de Solms-Braunfels
Amalia de Solms-Braunfels (31 de agosto de 1602 - 8 de septiembre de 1675), condesa de Solms-Braunfels, fue la esposa de Federico Enrique de Orange-Nassau. Era hija de Juan Alberto I de Solms-Braunfels e Inés de Sayn-Wittgenstein.

## Biografía

### Infancia
Amalia pasó su niñez en el castillo de su familia en Braunfels. Formó parte del séquito de Isabel, la esposa de Federico V, Elector Palatino, el «Rey de Invierno» de Bohemia. Cuando las fuerzas imperiales derrotaron a Federico V, Amalia huyó junto con la reina embarazada hacia el oeste. Sin hallar refugio, puesto que el emperador había prohibido que se lo ofrecieran, Isabel comenzó el parto durante la huida y Amalia ayudó a que diera a luz.
El viaje concluyó en La Haya, donde el estatúder Mauricio de Nassau les otorgó asilo. Ambas solían frecuentar la corte, donde el medio hermano más joven de Mauricio, Federico Enrique, se enamoró locamente de Amalia. Pese a sus propuestas, Amalia se negó a convertirse en su concubina, dispuesta a no aceptar otra cosa que no fuera el matrimonio.

### Casamiento y descendencia

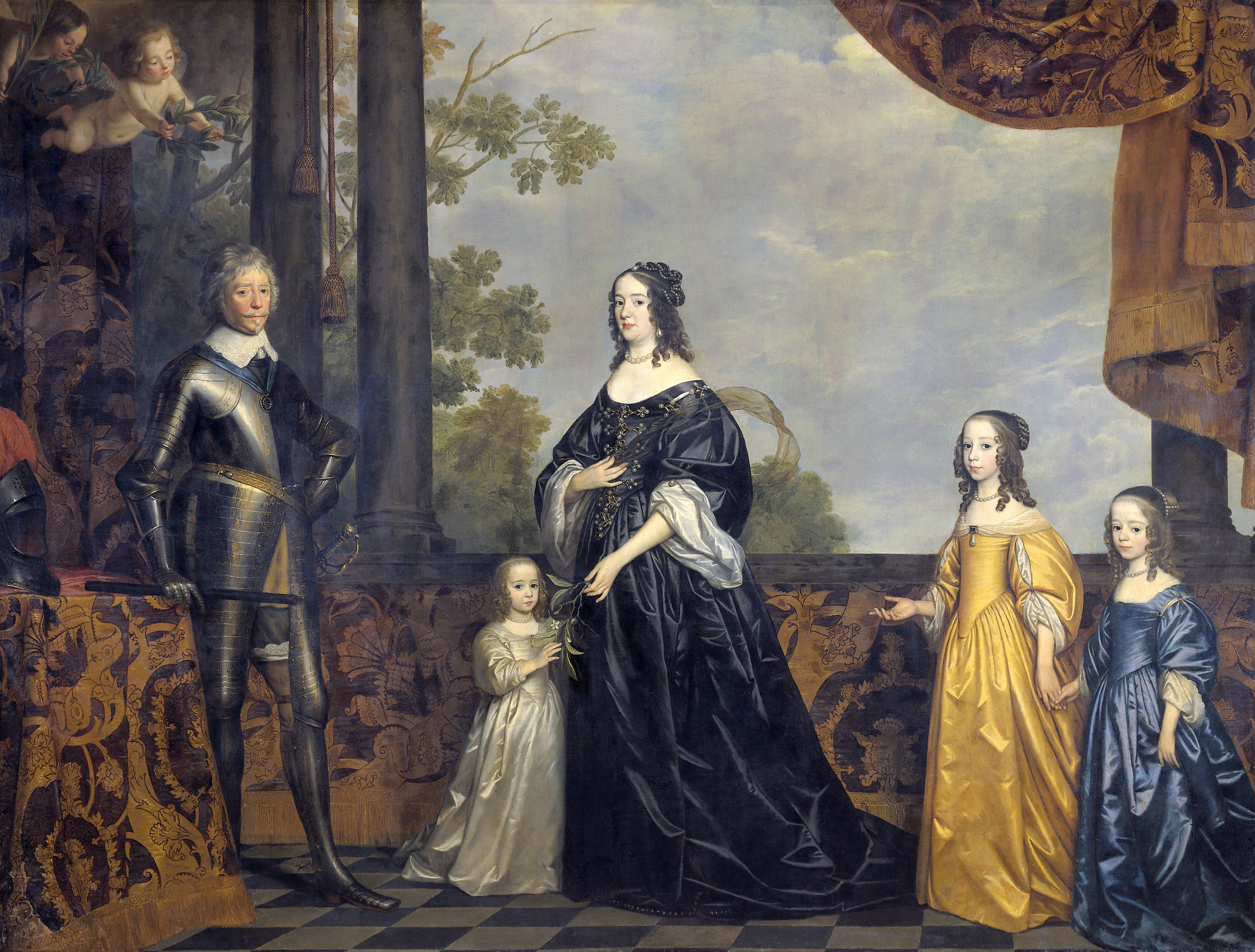
Retrato de la familia realizado por Gerrit van Honthorst, 1647.

Antes de morir, Mauricio de Nassau hizo que su medio hermano le prometiera casarse, por lo que Federico contrajo matrimonio con Amalia el 4 de abril de 1625.
De su matrimonio nacieron nueve hijos, cuatro de los cuales murieron siendo jóvenes:
- Guillermo II (1626-1650). Estatúder y príncipe de Orange-Nassau. Casado con María Enriqueta Estuardo, hija del rey Carlos I de Inglaterra.
- Luisa Enriqueta (1627-1667). Casada con el elector Federico Guillermo de Brandeburgo.
- Enriqueta Amalia (1628).
- Isabel (1630).
- Isabel Carlota (1632-1642).
- Albertina Inés (1634-1696). Casada con Guillermo Federico, conde de Nassau-Dietz.
- Enriqueta Catalina (1637-1708). Casada con Juan Jorge II, príncipe de Anhalt-Dessau.
- Enrique Luis (1639).
- María (1642-1688). Casada con Luis Enrique, príncipe del Palatinado Simmern, hijo de Luis Felipe de Palatinado-Simmern.

### Esposa del Estatúder
Cuando Federico Enrique se convirtió en estatúder tras la muerte de Mauricio, su influencia creció sustancialmente, y lo mismo ocurrió con la de Amalia. Juntos, lograron expandir la vida cortesana en La Haya e hicieron construir varios palacios, entre ellos el Huis ten Bosch. Amalia fue la principal promotora de varios matrimonios reales, incluido el de su hijo Guillermo II con María, princesa real de Inglaterra y Escocia (hija del rey Carlos I de Inglaterra) y los de sus hijas con príncipes alemanes. A la muerte de Guillermo II, Amalia pasó a ser tutora de su nieto Guillermo III (el príncipe Guillermo III de Orange, más tarde rey Guillermo III de Inglaterra).
En 1649, el rey Felipe IV de España le otorgó la zona que rodea Turnhout.